# ジョン・ウィルキンソン (技術者)

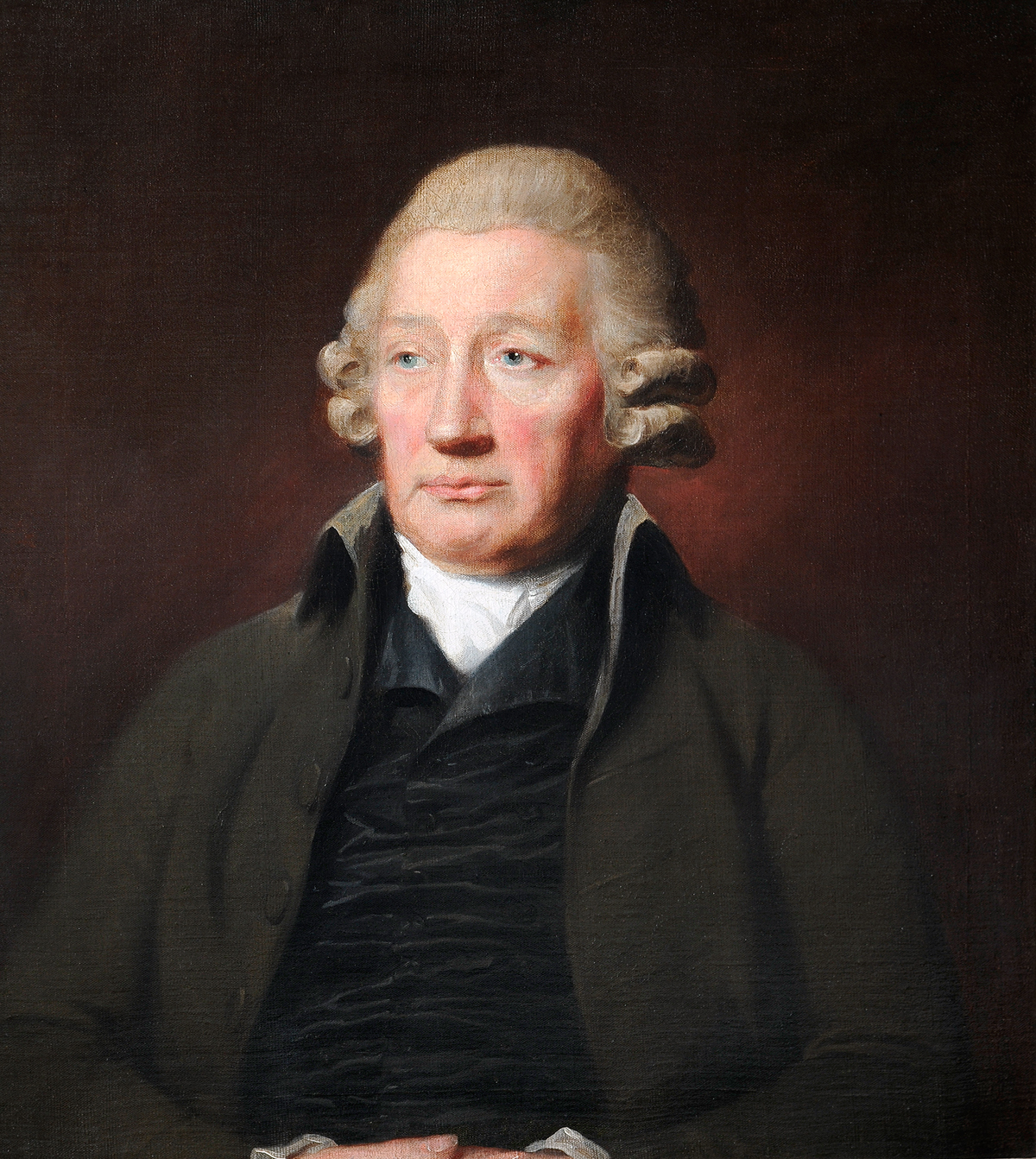
ジョン・ウィルキンソン
(画)レミュエル・フランシス・アボット

ジョン・ウィルキンソン（John "Iron-Mad" Wilkinson、1728年 – 1808年7月14日）はイギリスの工場経営者。鋳鉄技術のパイオニアであり、産業革命時代に砲身や橋梁など多くの鋳鉄製品を製造した。砲身を製造するための中ぐり盤や溶解炉を高温にして効率をあげるための送風機などを改良した。有名な科学者、ジョゼフ・プリーストリーの妻、メアリー・ウィルキンソンの兄である。

## 略歴
カンブリアのブリッジフット(Bridgefoot) に生まれた。父親も鋳物技術者で、エィブラハム・ダービーが始めた、木材ではなく石炭を使う鉄溶鉱炉を使うのを始めた人物である。非国教徒(ノンコンフォーミスト）の家族として育った。17歳になった1745年から5年間、リバプールの商人に見習いとして働いた後、父親の仕事に加わった。
1753年に父親はウェールズのレクサム近くのベルシャム製鉄所に移り、1755年にウィルキンソンも、ベルシャム製鉄所に加わり、1757年に共同経営者とウェスト・ミッドランズのシュロップシャー近くに高炉を築いた。この地に後に、もうひとつの高炉と工場を建てた。さらにブリストルなどに製鉄所や工場を建てていった。1761年にベルシャム製鉄所の経営をすることになった。最盛期には、製鉄所、レンガ工場、製陶所、ガラス工場、圧延工場を経営し、工場の近くにバーミンガム運河が作られた。
ウィルキンソンの工場は、高精度の鋳物や、銃器、大砲を作ることで知られた。従来、大砲の砲身は中心に中子をいれて鋳造しその後、中ぐり盤で、内径を仕上げていたが、直接鋳塊にガンドリルで穴を開け、その後中ぐり盤で仕上げる工法などで精度を高め、発射時の砲身の破裂事故を減少させた。鋳鉄製の大砲の製造に関する特許は独占を嫌う海軍の判断で継続できなかったが、大砲製造の主要メーカーとなった。
蒸気機関の実用化のためには、ピストンがシリンダの中を円滑に動き、隙間から蒸気の漏れを少なくする必要があり、ジェームズ・ワットも最初の数年間は、シリンダーの内径を叩いて修正するなどの試みを行ったが、よい形状をだすことはできなかった。1774年に、ウィルキンソンは片持ちで、切削の抵抗でたわんだり傾いたりする中ぐり盤の刃物軸を、軸の両端で支える中ぐり盤を開発し、この問題を解決し、蒸気機関やポンプなどに、この加工法の用途を広げることになった。
蒸気機関は、それまで鉱山からの排水ポンプが主な市場であったのに対して、ウィルキンソンはその用途を広げることにも貢献した。

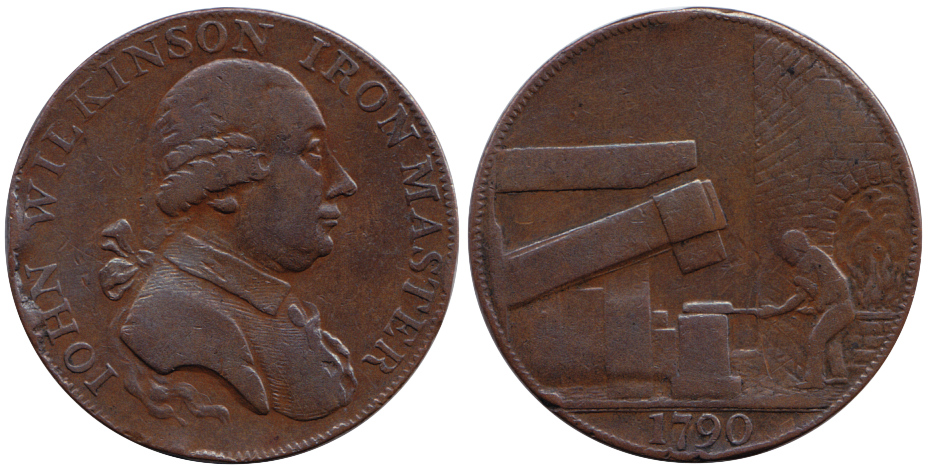
ジョン・ウィルキンソンの肖像が描かれた1790年のトークン。

1775年に計画された、鋳鉄製の橋、アイアンブリッジの実現の主要な推進者となった。アイアンブリッジは当時重要な工業の町、Broseleyに原料を運ぶために、セヴァーン川に架けられた60mの橋である。友人の建築家トーマス・プリチャードからの提案を受けて、議会を説得するなどに貢献した。この橋は1779年に竣工し、1781年に開通した。アイアンブリッジは地区の地名になり、1986年、アイアンブリッジを含むアイアンブリッジ峡谷はユネスコによって世界遺産に登録された。
さらに事業を、鉄製品だけでなく、銅製品にも広げ、イギリス海軍が1761年、木造の船舶の船体に海洋生物が固着し船速を落とし、船体を傷める対策として船体に銅板を貼ることを始めたことなどから銅の需要は急増し利益をあげた。鉛鉱山も買収し、鉛管の製造の工場も設立した。ウィルキンソンが65歳になった1796年までに、イギリスの鋳鉄製品の約1/8をウィルキンソンの企業が生産したとされる。
経営者として、社員に評判がよく、新しい工場ができると社員と家族が住む住宅を作り、地域の教会などへの寄付も行った。義理の弟のプリーストリーの研究のために多くの支援を行った。1790年代には「鉄きちがい」（"iron madness"）と諷せられ、身近なすべてのものを鉄製のものにしていた。1808年に没し、棺や墓の飾りも鉄で造られた。